# Oropetium capense
Oropetium capense är en gräsart som beskrevs av Otto Stapf. Oropetium capense ingår i släktet Oropetium och familjen gräs. Inga underarter finns listade i Catalogue of Life.